# 大芝台
大芝台（おおしばだい）は、神奈川県横浜市中区の町名。住居表示未実施で、丁目は設けられていない。面積は0.101Km2。

## 地理
中区西部に位置し、北は大平町、南は簑沢に挟まれた東西に長い町域を持ち、東は山元町、西は塚越に接する。町の西部の大半を根岸共同墓地を占め、東部には在日中国人墓地である南京墓地（中華義荘）がある。

## 歴史
元は久良岐郡根岸村の一部で、1901年（明治34年）に横浜市に編入された。1933年（昭和8年）4月1日に横浜市中区根岸町から分離・新設された。地名は、大字の「大芝」と、ここが台地であることから命名された。地名研究によると、「シバ」は、雑木類の柴を表すという。

## 世帯数と人口
2025年（令和7年）6月30日現在（横浜市発表）の世帯数と人口は以下の通りである。
| 町丁   | 世帯数  | 人口  |
| ------ | ------- | ----- |
| 大芝台 | 181世帯 | 303人 |

### 人口の変遷
国勢調査による人口の推移。
| 年                 | 人口 |
| ------------------ | ---- |
| 1995年（平成7年）  | 426  |
| 2000年（平成12年） | 388  |
| 2005年（平成17年） | 367  |
| 2010年（平成22年） | 349  |
| 2015年（平成27年） | 312  |
| 2020年（令和2年）  | 314  |

### 世帯数の変遷
国勢調査による世帯数の推移。
| 年                 | 世帯数 |
| ------------------ | ------ |
| 1995年（平成7年）  | 174    |
| 2000年（平成12年） | 158    |
| 2005年（平成17年） | 160    |
| 2010年（平成22年） | 148    |
| 2015年（平成27年） | 131    |
| 2020年（令和2年）  | 154    |

## 学区
市立小・中学校に通う場合、学区は以下の通りとなる（2024年11月時点）。
| 番地 | 小学校             | 中学校             |
| ---- | ------------------ | ------------------ |
| 全域 | 横浜市立山元小学校 | 横浜市立平楽中学校 |

## 事業所
2021年現在の経済センサス調査による事業所数と従業員数は以下の通りである。
| 町丁   | 事業所数 | 従業員数 |
| ------ | -------- | -------- |
| 大芝台 | 12事業所 | 34人     |

### 事業者数の変遷
経済センサスによる事業所数の推移。
| 年                 | 事業者数 |
| ------------------ | -------- |
| 2016年（平成28年） | 10       |
| 2021年（令和3年）  | 12       |

### 従業員数の変遷
経済センサスによる従業員数の推移。
| 年                 | 従業員数 |
| ------------------ | -------- |
| 2016年（平成28年） | 43       |
| 2021年（令和3年）  | 34       |

## 施設
- 根岸共同墓地
- 大芝台公園

## その他

### 日本郵便
- 郵便番号：231-0858[3]（集配局：横浜港郵便局[17]）

### 警察
町内の警察の管轄区域は以下の通りである。
| 番・番地等 | 警察署     | 交番・駐在所 |
| ---------- | ---------- | ------------ |
| 全域       | 山手警察署 | 山元町交番   |